# パラッツォパンツ

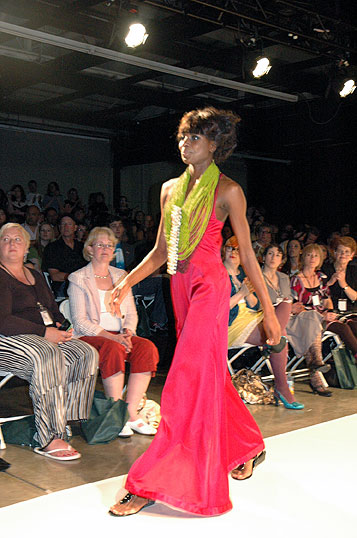
パラッツォパンツを着用したモデル。

パラッツォパンツ (palazzo pants) は、女性用の丈の長いズボンで、ゆったりとした非常に幅の広い脚の部分のカットで、腰から下にフレアが施されているもの。イギリス英語ではパラッツォ・トラウザーズ (palazzo trousers)、インド英語ではパンタダ (pantada) という。 
パラッツォパンツは夏の装いとして人気があり、ゆったりとした、風になびくような軽い柔らかな素材が、暑い気候においても風通しが良い。ちりめんやジャージー、その他の自然素材が、このデザインの素材として人気が高い。パラッツォパンツは、冬にはあまり見られないが、ウールや、重たい合成繊維で作られる場合もある。

## 歴史
女性のパラッツォパンツの人気が高まったのは、1960年代末から1970年代初めにかけてであった。このスタイルは、1930年代から1940年代にかけて前衛的なファッションを好んだ女性たち、特にキャサリン・ヘプバーン、グレタ・ガルボ、マレーネ・ディートリヒといった女優たちが着ていた、カフス付きの幅広ズボンを彷彿とさせるものであった。1960年代には、一部の高級レストランが、当時のファッションの流行に抵抗して、他の客が不快に思う可能性があるとして、ズボン姿の女性の入店を断るといったことがあった。この動きは、当時流行していたスタイルのスカートを履きたくない女性たちにとって問題となった。女性たちの中には、レストラン側の女性のズボン禁止を回避するために、イブニングドレスとしてパラッツォパンツやキュロットスカートを着る者も現れた。
パラッツォパンツのフレアは、腰から足首まで均等に入っており、膝まではぴっちりとしていて膝から下にフレアが入るベルボトムとは異なっている。パラッツォパンツは、ガウチョパンツとも異なるものであり、ガウチョは脛丈までしかない。ハーレムパンツもまた、ゆったりとしたスタイルではあるが、足首のところにしっかりとしたカフスがある。